# スライドホイッスル

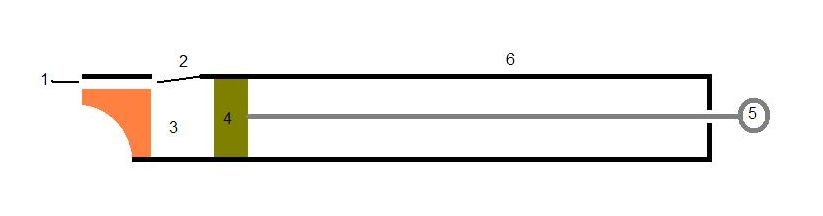
スライドホイッスルの機構

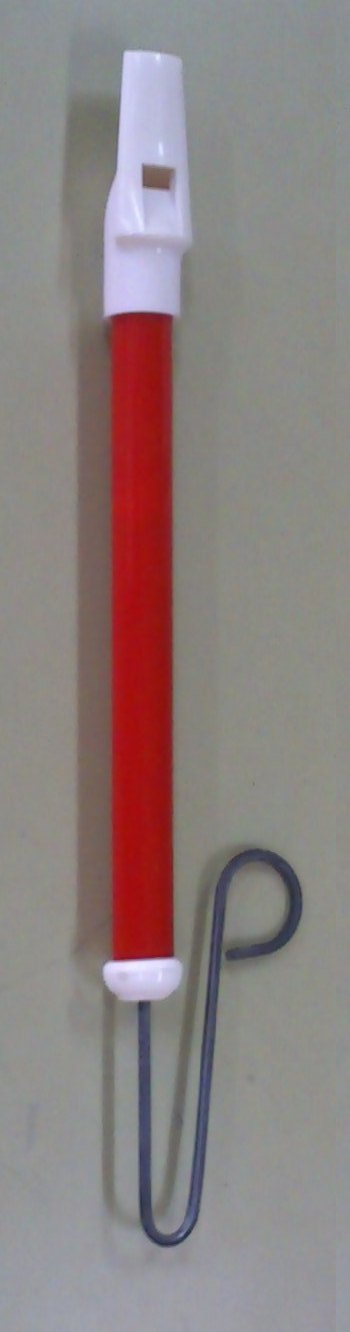
スライドホイッスル

スライドホイッスルは、笛の一種。

## 概要
注射器の針の部分に歌口を付けたような構造である。従って、音響学的には閉管である。楽器学上はフルートなどと同様 気鳴楽器であり、管楽器に分類されるが、打楽器奏者によって演奏されるため、管弦楽法上は打楽器として扱われる。
高い音から低い音へ、低い音から高い音へ、段階なしに音を出すことができ、音を上下に滑らせて（グリッサンド）演奏することが可能である。
楽器の長さは、20〜30センチメートルの製品が多く見受けられる。